# Molí de la Societat
El Molí de la Societat és una obra de Granyena de les Garrigues (Garrigues) inclosa a l'Inventari del Patrimoni Arquitectònic de Catalunya.

## Descripció
És un antic molí d'oli, avui en estat ruïnós, ja que no conserva les cobertes a dues aigües ni tampoc part dels murs de tancament. És una construcció rural d'una sola planta quadrangular amb poques finestres, dividida en dos espais per tres arcades centrals que sostenien les premses; la del mig, més ample, té gravada la data de 1883. Estan separades per tres orificis rectangulars, necessaris per la subjecció de la maquinària. La porta principal, avui tapiada, és adovellada i té una inscripció on hi posa "Molí de la Societat any 1857". També es conserven part de les pedres de molí i les piques de decantació.

## Història
Quan el molí estava en ple funcionament comptava amb sis premses però degut a la guerra civil (1936- 1939) van vendre. Actualment és propietat de la família Segura Barberà.